# Syed Hafeezuddin
Syed Hafeezuddin é um político paquistanês de Carachi que atua como membro da Assembleia Provincial de Sindh em representação do Movimento Paquistanês pela Justiça; ele foi também secretário-geral provincial para Sinde do PTI. Ex-organizador-chefe da divisão de Carachi da Liga Muçulmana do Paquistão de Nawaz, Hafizuddin anunciou em 14 de fevereiro de 2012 que se juntaria ao Movimento Paquistaês pela Justiça. Hafeezuddin conseguiu o bilhete PS-93 do PTI nas eleições de 2013 e ganhou a cadeira ao obter 15.617 votos.